# Die Rache einer Frau
Pour plus de détails, voir Fiche technique et Distribution.
Die Rache einer Frau est un film allemand réalisé par Robert Wiene, sorti en 1921.

## Synopsis
Dans le but de se venger de son mari qui a tué son amant, une femme commence à se prostituer, pour lui faire honte parmi ses relations aristocratiques.

## Fiche technique
- Titre : Die Rache einer Frau
- Réalisation : Robert Wiene
- Scénario : Robert Wiene d'après le roman de Jules Barbey d'Aurevilly
- Photographie : Erich Waschneck
- Pays d'origine : République de Weimar
- Format : Noir et blanc - Film muet
- Genre : drame
- Date de sortie : 1921

## Distribution
- Franz Egenieff (en) : Herzog von Sierra-Leone
- Olga Engl
- Vera Karalli
- Margarete Kupfer
- Alfred Haase (en)
- Auguste Prasch-Grevenberg